# Tariel Oniani
Tariel Oniani (georgiano: ტარიელ ონიანი, russo: Тариэл Ониани; Tkibuli, 2 giugno 1952) è un mafioso georgiano naturalizzato russo e Ladro in legge.
Fa parte dell'organizzazione criminale Kutaisi.

## Biografia
Nacque nella città mineraria di Tkibuli, nell'ex repubblica sovietica georgiana, il padre morì lavorando in miniera e lui si dedicò alle attività criminali. A 17 anni fu arrestato per rapina a mano armata e imprigionato.
Fu iniziato, così al 'vor v zakone' ovvero ladro in legge. Dagli anni '80 fu uno dei criminali più importanti di Mosca.
Negli anni '90 si trasferì a Parigi, dove gli fu presentato Alimzhan Tokhtakhunov.
Dopo essere stato accusato di diversi crimini si trasferì in Spagna, dove operò nel settore edilizio assumendo illegalmente immigrati georgiani fino al 2005, quando la polizia spagnola condusse una vasta operazione contro la sua organizzazione.
Fu accusato di riciclaggio di denaro, tratta di immigrati. Fu arrestata anche sua figlia dodicenne.
Dopo il 2005 ritorna a Mosca assumendo l'identità di Tariel Mulukhov.
Sorgono tensioni tra lui e il rivale vor Aslan "Grandpa Hassan" Usoyan.
Intorno al 2007 iniziano a volerlo morto anche la banda di Usoyan e l'armeno Alek Minalyan.
Nel luglio 2010 Oniani e i suoi alleati furono condannati a 10 anni per sequestro di persona.
nel 2011 fu estradato alle autorità spagnole.
Nel gennaio 2013  Aslan Usoyan fu ucciso a Mosca, come risultato della rivalità con Tariel Oniani, sebbene ci sia il sospetto che possa essere stato anche il criminale azerbaigiano Rovshan Janiev.